# 会田幸恵
会田 幸恵（あいだ ゆきえ、1976年4月9日 - ）は、日本のフリーアナウンサー。会田 ゆきえ名義で活動することもある。

## 来歴
東京都出身。跡見学園女子大学文学部美学美術史学科を卒業後、愛媛朝日テレビ (eat) に入社。
愛媛朝日テレビを退社後、フリーアナウンサーに転向。転向直後には圭三プロダクションに所属していたが、元NHK松山放送局契約キャスターの野村絵理奈とともに2005年10月に株式会社KEE'Sを設立し、同社取締役副社長および同社運営アナウンススクールの室長に就任する。
2009年12月8日に結婚。
2010年、社長の野村とともにミス・ユニバース・ジャパン公認スピーチトレーナーとなる（2016年まで）。

## 担当番組
- いたずら電撃隊（テレビ東京） - リポーター[3]
- 教育ホットライン（千葉テレビ） - キャスター、リポーター[3]
- 電リク! BEAT BOX!（MXTV） - リポーター[3]
- SKY PerfecTV! Ch.218 CARチャンネル - リポーター[3]
- FM新潟 - パーソナリティ[3]
- ガブリっ！とテレビ（愛媛朝日テレビ） - キャスター[3]、「ふるさと一番星」リポーター[8][9]
- ニュース（愛媛朝日テレビ）[6]
- 高校野球愛媛大会中継（愛媛朝日テレビ） - リポーター[6]
- 朝だ!生です旅サラダ（朝日放送） - 中継リポーター[10]
- シティーニュースおおた（JCN大田） - キャスター[10]
- 白金美容クリニック（はいからChannel） - キャスター[10]
- いま得!（テレビ朝日） - スタジオプレゼンター、リポーター[11]
- ちい散歩（テレビ朝日） - スタジオプレゼンター[11]
- むさしのシティニュース（JCN武蔵野三鷹） - リポーター[4][11]
- 全国お祭りチャンネル - キャスター[11]

## 書籍
- ビッグコミックスピリッツ（小学館） - グラビア[3]
- 週刊朝日（朝日新聞社） - グラビア[3]
- Can Do! ぴあ Tokyo（ぴあ） - リポーター[3]
- 内定率100%の就活スクールの最強メソッド 女子力就活！（出版社：ポプラ社、発売日：2012年11月30日、ISBN 978-4-591-13112-1） - 野村絵理奈との共著。